# Mehmet Duraković
Mehmet Duraković (Podgorica, 13 ottobre 1965) è un allenatore di calcio ed ex calciatore australiano, di ruolo centrocampista.

## Caratteristiche tecniche
Era un mediano, ma poteva essere schierato anche come difensore centrale.

## Carriera

### Giocatore

#### Club
Ha cominciato a giocare nel Brunswick Zebras. Nel 1989 ha giocato nel Melbourne JUST. Nel 1990 è stato acquistato dal South Melbourne. Nel 1995 è passato al Selangor. Nel 1998 si è trasferito al Sydney Olympic. Nel 1999 ha firmato un contratto con il Gippsland Falcons. Nel 2000 è tornato al South Melbourne, con cui ha concluso la propria carriera da calciatore nel 2004.

#### Nazionale
Ha debuttato in Nazionale nel 1990. Ha partecipato, con la Nazionale, alla Coppa d'Oceania 2002. Ha collezionato in totale, con la maglia della Nazionale, 44 presenze e tre reti.

### Allenatore
Ha cominciato la propria carriera da allenatore nel 2004, alla guida del Port Melbourne. Nel 2005 è diventato allenatore del Victoria Football Academy, club paraguaiano. Nel 2008 ha firmato un contratto con il Melbourne Victory Under-21. Il 21 giugno 2011 il Melbourne Victory lo ha nominato tecnico della prima squadra. Ha mantenuto l'incarico fino al 6 gennaio 2012. Nel novembre 2013 ha firmato un contratto con il Selangor. Il 22 febbraio 2017 è diventato tecnico del Perak.

## Palmarès

### Giocatore

#### Club

##### Competizioni nazionali
- Campionato australiano di calcio: 2

Brunswick Zebras: 1985
South Melbourne: 1990-1991
- Coppa d'Australia: 1

South Melbourne: 1989-1990
- Coppa della Malesia: 3

Selangor: 1995, 1996, 1997
- Charity Shield (Malesia): 2

Selangor: 1996, 1997